# Francisco Frias de Mesquita

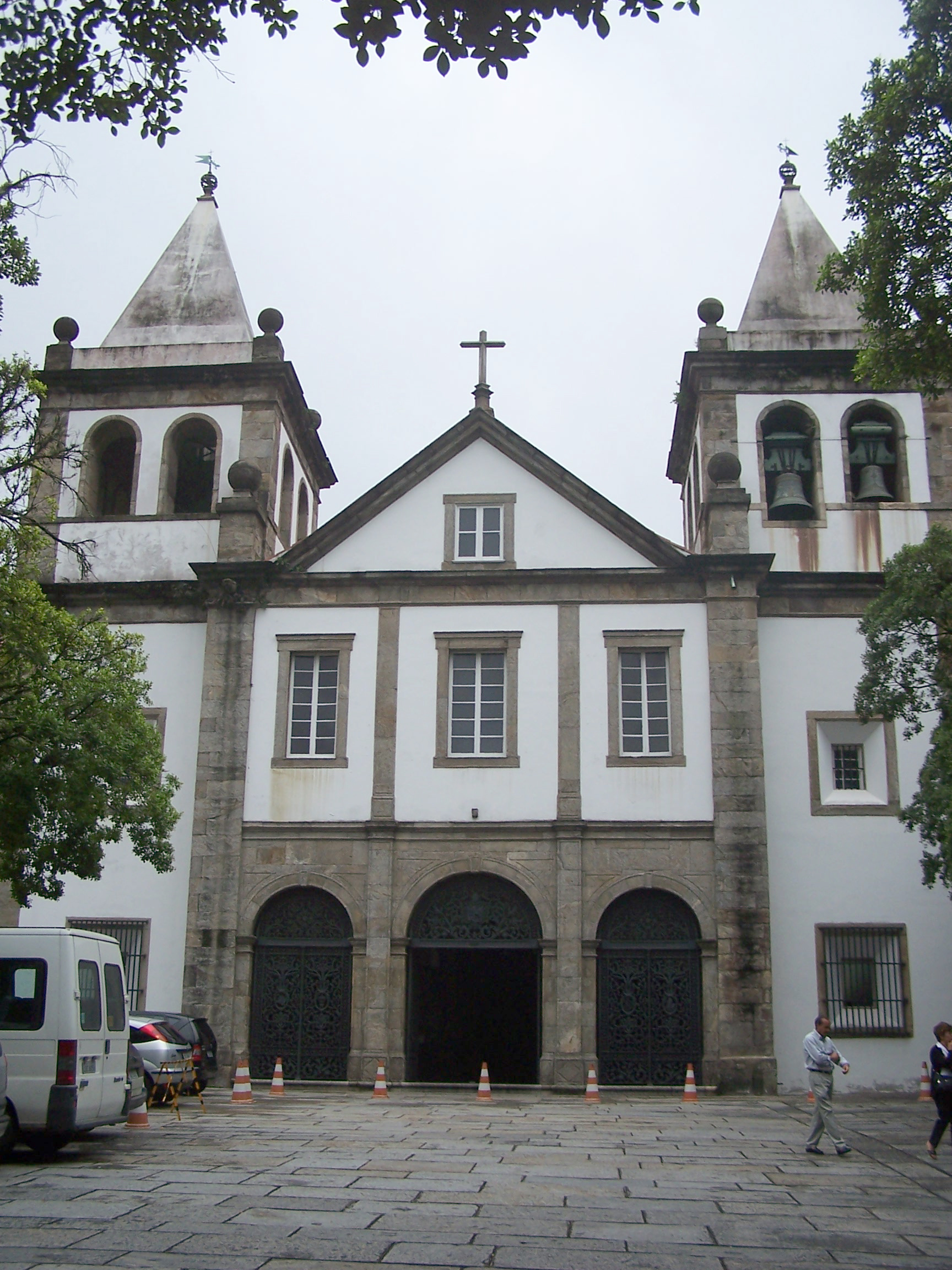
Igreja do Mosteiro de São Bento do Rio de Janeiro (Frias de Mesquita, 1617).

Francisco Frias de Mesquita, também grafado como Francisco de Frias da Mesquita e Francisco de Frias de Mesquita (c.1578 - c.1645), foi um engenheiro-militar e arquiteto português com destacada atuação no Brasil colonial.

## Biografia
No contexto da Dinastia Filipina, foi nomeado para o cargo de Engenheiro-mor do Brasil em 1603. No exercício desta função projetou e construiu diversas fortificações e outros edifícios até retornar a Portugal em 1635.
Participou da conquista de São Luís do Maranhão, que se encontrava em mãos dos franceses.
Entre os seus projetos destacam-se:
- Forte dos Reis Magos (Natal, Rio Grande do Norte) - de planta pentagonal, erguida a partir de 1598. Frias de Mesquita reforçou a primitiva edificação, reconstruindo-a entre 1614 e 1628. É um dos símbolos da cidade de Natal.
- Forte do Mar (Salvador, Bahia) - de planta circular, única no Brasil, situada no meio do mar em frente à cidade. Frias de Mesquita ergueu-a entre 1612 e 1623. Alguns atribuem o projeto original ao engenheiro militar italiano Leonardo Torriani.
- Forte de São Diogo (Salvador, Bahia) - localizada perto da Santa Casa da Misericórdia. O seu desenho pode ser de autoria de Tibúrcio Spanochi, engenheiro militar italiano a serviço do reino da Espanha (ao qual o reino de Portugal se encontrava unificado). Frias da Mesquita ergueu-o entre 1608 e 1612.
- Forte de São Mateus (Cabo Frio, Rio de Janeiro) - localizado na barra da Lagoa de Araruama em Cabo Frio, cidade fundada em 1615. A construção do forte projetado por Frias de Mesquita, destinado à proteção do novo povoado, foi iniciada em 1617 e terminada em 1620.
- Igreja do Mosteiro de São Bento (Rio de Janeiro) - as obras da igreja, de feição maneirista, começaram em 1633 com base em um projeto de Frias de Mesquita datado de 1617.
- Plano da cidade de São Luís do Maranhão - após a conquista da cidade em 1615, com a participação de Frias de Mesquita, o engenheiro projetou uma nova cidade em forma de tabuleiro de xadrez, com ruas retas. O plano original ainda é visível no centro histórico da cidade. Frias de Mesquita projetou também vários fortes para defender a cidade.